# Justicia scortechinii
Justicia scortechinii är en akantusväxtart som beskrevs av C. B. Cl.. Justicia scortechinii ingår i släktet Justicia och familjen akantusväxter. Inga underarter finns listade i Catalogue of Life.